# Teufelsmädel

Teufelsmädel (traduction littérale : La Diablesse) est un scénario d'un film non réalisé écrit par Friedrich Wilhelm Murnau en 1917.

## Historique
Murnau, prisonnier de guerre et interné en 1917 à Lucerne, en Suisse, écrit son premier scénario de film sur trois pages de papier buvard.

## Synopsis
Une jeune villageoise habitant la province de Brandebourg veut sortir de l'étroitesse des lieux. Dans un rêve, elle fait un pacte avec le diable. Pour qu'elle puisse mener une vie glamour à Berlin, elle doit sacrifier ses amants au diable. Après avoir perdu son troisième amant, la jeune fille maudit le pacte. Le matin, elle se réveille et son « désir de Berlin est guéri ».